# Mara Kayser
Mara Kayser, geborene Maria Reinholz, (* 2. April 1966 in Sântana, Sozialistische Republik Rumänien) ist eine deutsche Schlagersängerin, Komponistin, Texterin und Musikproduzentin.

## Leben
Bereits als 15-Jährige sang die gebürtige Banater Schwäbin in einer Band, mit der sie am Wochenende bei Tanzveranstaltungen auftrat. Sie absolvierte eine Ausbildung zur Industriekauffrau und wurde Chefsekretärin.
1991 wurde ein Gründungsmitglied der Flippers, Claus Backhaus, aufgrund ihrer besonderen Stimmlage auf Kayser aufmerksam. Er hörte sie bei einer Veranstaltung singen und lud sie in sein Studio zum Probesingen ein. 1995 machte sie ihr Hobby zum Beruf. Backhaus war bis 2003 ihr Produzent, Komponist, Texter und Manager. 2005 lernte sie den Komponisten und Produzenten Wolfgang Herrmann kennen, von dem sie bis 2019 über 50 Titel interpretierte.   2006
veröffentlichte Mara Kayser ihr erstes, komplett selbst getextetes Album Angekommen. Mit diesem Album vollzog sie den Schritt hin zum anspruchsvollen deutschen Schlager. Neben der Musik widmet sich Mara Kayser der Malerei.
Seit März 2021 moderiert Kayser wöchentlich durch die Sendung „Treffpunkt mit Mara Kayser“ (dienstags zwischen 18 und 20 Uhr) im Musikspartenprogramm Radio Schlagerparadies, in der sie Gespräche mit Studiogästen aus der Schlagerwelt führt.

## Erfolge
Mara Kayser nahm viermal am „Grand Prix der Volksmusik“ teil. 2006 veröffentlichte sie mit  Alle Männer dieser Welt ihre erste Schlagersingle.

## Diskografie
| Titel                                         | Jahr |
| --------------------------------------------- | ---- |
| Herz aus Gold                                 | 1992 |
| Ein kleines Vergißmeinnicht                   | 1994 |
| Laßt alle Blumen blühen                       | 1995 |
| Träume aus Samt und Seide                     | 1996 |
| Gedanken & Gefühle                            | 1997 |
| Ein frohes Fest                               | 1998 |
| Stark wie die Sehnsucht                       | 1998 |
| Herzliche Grüße                               | 1999 |
| So bin ich                                    | 2001 |
| Zeit für Gefühle                              | 2002 |
| Ich liebe dich täglich mehr                   | 2003 |
| Morgensterne schweigen                        | 2005 |
| Angekommen                                    | 2006 |
| Ich streue Rosen auf den Weg                  | 2007 |
| Freudentränenmeer                             | 2009 |
| Ich zeig dir meine Welt – Die Größten Erfolge | 2010 |
| Worauf wartest du?                            | 2011 |
| Farben                                        | 2013 |
| Alles atmet Liebe                             | 2015 |
| Wir wachsen zusammen                          | 2019 |